# Parafia św. Mikołaja w Gościcach
Parafia Świętego Mikołaja w Gościcach – parafia rzymskokatolicka, znajdująca się w diecezji opolskiej, w dekanacie Paczków.